# جورج باني
جورج باني (بالإنجليزية: George Bunny)‏ مواليد 13 يوليو 1867 في نيويورك، نيويورك، الولايات المتحدة - الوفاة 16 أبريل 1952 في هوليوود، لوس أنجلوس، كاليفورنيا، الولايات المتحدة، هو ممثل أمريكي بدأ مسيرته الفنية سنة 1915. شارك في قرابة 66 فلما. امتدت مسيرته الفنية لأكثر من 36 عاما.

## الأعمال
- العالم المفقود
- مغامرات روبن هود
- قم يا حبيبي

## روابط خارجية
- جورج باني على موقع IMDb (الإنجليزية)
- جورج باني على موقع ألو سيني (الفرنسية)
- جورج باني على موقع أول موفي (الإنجليزية)
- جورج باني على موقع قاعدة بيانات الأفلام السويدية (السويدية)
- جورج باني على موقع قاعدة بيانات الفيلم (الإنجليزية)
- جورج باني على موقع كينوبويسك (الروسية)